# Nogometni klub
Nogometni klub je skupina igralcev, ki so se zbrali skupaj v moštvenem športu, znanim kot nogomet.
Takšne ekipe lahko igrajo proti nasprotni ekip in so predstavniki nogometnega kluba, skupine, države,  All-star ekipe. Ekipa je lahko tudi hipotetična (kot je Dream Team ali ekipa stoletja), ki ni nikoli odigrala nobene tekme. 
Izraz nogometni klub se običajno uporablja za športni klub, ki se ukvarja s tekmovanjem in je lahko organiziran poklicno ali amatersko. V klub so včlanjeni nogometaši, ki na tekmah zastopajo svoj klub. Klub ima običajno predsednika in niz pravil, ki zagotavljajo igranje ene ali več ekip, ki so bile izbrane za tekmovanja (ki lahko sodelujejo v različnih ligah).